# エージーピー
株式会社エージーピー（AGP CORPORATION）は、東京都大田区に本社を置き、航空機への動力供給などを手掛けている企業。東京証券取引所スタンダード市場上場。

## 概要
東京国際空港など国内11空港で駐機中の航空機への動力供給、手荷物運搬器具など空港内にある特殊設備や、空港内外の設備の保守・整備などを行っている。日本航空と日本空港ビルデングの持分法適用会社でもある。
設立当初は東京国際空港では事業を行ってはおらず、成田国際空港開港前は大阪国際空港、福岡空港、千歳空港で航空機への動力供給事業を行っていた。東京国際空港における事業は、成田国際空港における事業開始から5年後である1983年に開始している。
2022年にはバッテリー式のGPUを開発し、2024年に量産機の納入を開始した。

## 沿革
- 1965年12月 - 日本空港動力株式会社として設立。
- 1967年8月 - 大阪国際空港における営業を開始。
- 1968年9月 - 福岡空港における営業を開始。
- 1972年
  - 1月 - 千歳空港における営業を開始。
  - 7月 - 成田事業所を開設し、施設整備部門の営業を開始。
- 1975年2月 - 子会社として那覇総合ビルサービス株式会社（後の株式会社エージーピー沖縄）を設立。
- 1978年5月 - 成田国際空港における動力部門の営業を開始。
- 1983年3月 - 東京国際空港における営業を開始。
- 1984年11月 - 那覇空港における営業を開始。
- 1986年12月 - 本社を東京都大田区羽田空港に移転。
- 1992年7月 - 新千歳空港における営業を開始。
- 1994年9月 - 関西国際空港における営業を開始。
- 2000年9月 - 商号を株式会社エージーピーに変更。
- 2001年12月 - 株式を店頭公開（後のJASDAQ）。
- 2003年3月 - 広島空港における営業を開始。
- 2004年10月 - 中部国際空港開港に先駆けて中部空港支店を開設。
- 2006年2月 - 神戸空港における営業を開始。
- 2020年
  - 2月 - 日本空港ビルデングが三菱商事が保有していた全株式を取得し、日本航空と日本空港ビルデングの持分法適用会社となる[8]。
  - 12月 - 株式会社エージーピー北海道、株式会社エージーピー開発、株式会社エージーピー関西、株式会社エージーピー九州の清算終了。
  - 2025年9月 - 東京証券取引所スタンダード市場上場廃止予定。10月に株式併合を行い、株主が日本航空、ANAホールディングス、日本空港ビルデングのみとなる予定[1][9]。

## 事業所
- 本社 - 東京都大田区羽田空港1丁目7番1号 空港施設第2綜合ビル
- 千歳空港支店 - 北海道千歳市美々（新千歳空港）
- 成田支社 - 千葉県成田市古込1-1（成田国際空港）
- 羽田支社 - 東京都大田区羽田空港3-1-2（東京国際空港）
- 中部空港支店 - 愛知県常滑市セントレア1丁目1番地（中部国際空港）
- 関西支社 - 大阪府泉南市泉州空港南1番地（関西国際空港）
- 大阪空港支店 - 大阪府豊中市蛍池西町3-555（大阪国際空港）
- 神戸空港出張所 - 兵庫県神戸市中央区神戸空港1（神戸空港）
- 広島空港出張所 - 広島県三原市本郷町善入寺64番31（広島空港）
- 福岡空港支店 - 福岡県福岡市博多区上臼井柳井348番地（福岡空港）
- 沖縄空港支店 - 沖縄県那覇市鏡水150番地（那覇空港）
  - かつては長崎空港・熊本空港・鹿児島空港でも業務を行っていたが、いずれも撤退している。

## 関連会社
- 株式会社エージーピー沖縄